# Бернардино I дель Бальцо
Бернардино I дель Бальцо (итал. Bernardino I del Balzo; ум. 1498) — сеньор Карпиньяно с 1497 года.
Сын Раймондо III дель Бальцо, графа Алессано, и Антоники де Горретис.
Приближенный короля Федериго II, который пожаловал ему в 1497 году замки Карпиньяно и Лекка. После смерти своего зятя Бернабо делла Марры, изгнанного Федериго и умершего в том же году, добился для своих племянников возвращения замка Капурсо, конфискованного ранее у их отца.

## Семья
Жена (1491): Альтобелла Джезуальдо (1457—1507), дочь Сансоне II, графа ди Конца, и N из рода графов Альтавилла, вдова Франческо III дела Ратты, графа ди Казерта.
Детей в этом браке не было; сеньорию Карпиньяно унаследовал брат Бернардино Джакопо, епископ Алессано.